# 北九州市立高須小学校
北九州市立高須小学校（きたきゅうしゅうしりつ たかすしょうがっこう）は、福岡県北九州市若松区高須東四丁目にある市立小学校。

## 沿革
- 1984年4月1日 - 開校。
- 1994年3月15日 -「たかすの森」藤棚改修工事完了。
- 2002年4月5日 - 少人数授業開始。
- 2008年4月7日 - 特別支援学級設置。

## 概要

### 校区
- 高須南1-5丁目・高須東1-4丁目

### 卒業後の進路
- 北九州市立高須中学校

### 児童数
- 開校して6年後の1990年に1357名になってからは減少し続けている。

- 1984年 - 14学級554名（開校）
- 1989年 - 35学級1254名
- 1990年 - 37学級1357名（最大人数）
- 1994年 - 28学級955名
- 1999年 - 20学級728名
- 2004年 - 17学級554名
- 2005年 - 16学級522名
- 2006年 - 15学級501名
- 2007年 - 16学級517名
- 2008年 - 17学級503名

### クラブ活動
- 毎週木曜日に4・5・6年生が活動する。

## 周辺の施設
- 北九州市立高須中学校
- 高須公園

## 周辺の道路
- 福岡県道26号北九州芦屋線